# وفاة يزن الكفارنة
يزن الكفارنة كان فتى فلسطيني مصاب بالشلل الدماغي توفي بسبب سوء التغذية في 4 مارس 2024، عن عمر يناهز 10 سنوات. توفي أثناء المجاعة الدائرة في قطاع غزة بسبب تشديد الحصار الإسرائيلي على قطاع غزة خلال الحرب الفلسطينية الإسرائيلية. وأصبح واجهةً لأطفال غزة والمجاعة في قطاع غزة، حيث استخدم السياسيون والمنظمات الدولية صورته.

## خلفية تاريخية
كشف فحص سوء التغذية الذي أجرته اليونيسف وبرنامج الأغذية العالمي في شمال قطاع غزة في يناير 2024 أن ما يقرب من 16% من جميع الأطفال دون سن الثانية يعانون من سوء التغذية الحاد من خلال اختبارات مماثلة، حيث وجد أن ما لا يقل عن 5% من الأطفال في رفح دون سن الثانية يعانون من سوء التغذية.
نتجت الأزمة بفعل الغارات الجوية الإسرائيلية التي دمرت البنية التحتية الغذائية، وسببت ندرة الإمدادات الأساسية على نطاق واسع، بالإضافة إلى الحصار المستمر على قطاع غزة والمساعدات الإنسانية المحدودة. في 3 يناير 2024، صرح عارف حسين، كبير الاقتصاديين في برنامج الأغذية العالمي، أن 80% من جميع الأشخاص في العالم الذين يعانون من المجاعة أو الجوع الكارثي موجودون في قطاع غزة، قائلاً: «في حياتي، لم أر شيئًا قط مثل هذا من حيث الشدة».
وفي الشهر نفسه، ادعى رئيس مكتب تنسيق أعمال الحكومة في المناطق الإسرائيلية، العقيد موشيه تيترو، المسؤول عن تسهيل وصول المساعدات الإنسانية إلى قطاع غزة، أنه لا يوجد نقص في الغذاء في غزة.

## وفاته
عاش الكفارنة مع عائلته في بيت حانون شمال غزة قبل الحرب وكانت عائلته قادرة على توفير ما يكفي من الغذاء والماء والرعاية الطبية له. ومن المحتمل أنه بسبب حالته، كان على الكفارنة أن يتبع نظاماً غذائياً متخصصاً من الأطعمة اللينة ذات القيمة الغذائية العالية. إلا أن الغارات الجوية الإسرائيلية المستمرة دفعت الأسرة إلى النزوح عدة مرات، كان آخرها إلى رفح، والتي اعتبرتها الحكومة الإسرائيلية منطقة آمنة، في محاولة للعثور على رعاية أفضل وطعام ومياه. وأُدخل الكفارنة إلى مستشفى أبو يوسف النجار في رفح، قبل أن يتوفى بعد 10 أيام من سوء التغذية. وذكرت والدته أن صحة الكفارنة تدهورت سريعاً وخسر وزنه حتى أصبح مظهره يشبه الهيكل العظمي، ووصل إلى مرحلة احتاج فيها إلى نظام غذائي محدد وعناصر غذائية.
وقد وصف مراسلو نيويورك تايمز يزن الكفارنة بعد الصور التي التقطت له قبل وفاته، بأنه ذو لحم منكمش وذابل وشاحب ومشدود على كل منحنى عظمي، ومترهل مع كل جوفاء. وتُظهر إحدى صوره الأكثر انتشاراً عبر الإنترنت يده اليمنى مع خط وريدي.

## التداعيات
استخدم رياض منصور ممثل فلسطين لدى الأمم المتحدة صورة الكفارنة ووفاته في خطاب ألقاه في الجمعية العامة للأمم المتحدة في نيويورك. وذكر منصور أن وفاته كانت نتيجة استخدام إسرائيل للمجاعة كسلاح في الحرب، ودعا إلى وضع حد لحصانة إسرائيل. أعاد النشطاء والصحفيون والمؤيدون الفلسطينيون نشر صور الكفارنة على الإنترنت لإضفاء وجه إنساني على الكارثة الإنسانية في غزة بسبب العدوان المستمر، وعراقيل إيصال المساعدات الإنسانية، والمجاعة المحتملة. وقد سلط تقرير مصور لقناة الجزيرة الضوء على نقص الغذاء ومعاناة المدنيين في قطاع غزة أمام جثمان الكفارنة أثناء تحضيره للدفن، حيث ظهرت جثته الهزيلة.
وناشد والد الكفارنة منظمة الصحة العالمية تسليط الضوء على محنة الأطفال الفلسطينيين الذين يعانون من سوء التغذية في غزة.